# بهداشت عمومی بی‌ام‌سی
بهداشت عمومی بی‌ام‌سی (به انگلیسی: BMC Public Health) یک ژورنال علمی با دسترسی آزاد داوری همتا است که مقالاتی در زمینه اپیدمیولوژی بیماری و جنبه‌های مختلف بهداشت عمومی منتشر می‌کند.